# Starkaðr
Starkaðr ("forte combattente") è uno degli eroi più celebri di tutto il corpus mitologico norreno.
Nella sua figura, come è accaduto in molti personaggi dei miti del passato, sono confluiti tratti leggendari, tanto che fu definito parente del gigante Starkaðr Áludrengr.

## Il mito

### Le origini e l'infanzia
La nascita di questo eroe presenta molti tratti mitici: si ricollega infatti alla vicenda di Starkaðr Áludrengr, che viveva presso Ulefoss, anticamente detta Áluforsar, una cascata in Norvegia. Il figlio di questo gigante, Stórverkr ("Colui che compie grandi azioni"), era un landvarnamaðr del Re Araldo, ovvero uno dei difensori contro gli invasori, e dal sovrano ebbe in dono un'isola, dove dimorava e da dove partiva ogni tanto per le sue scorribande vichinghe. Durante uno di questi viaggi, Stórverkr rapì Unni ("amata"), la figlia di uno jarl e la prese in moglie: insieme ebbero un figlio, che fu chiamato Starkaðr in onore del nonno paterno.
Poiché Unni era stata rapita, i suoi fratelli cercarono vendetta appiccando fuoco alla casa della sua nuova famiglia uccidendone tutti i componenti, tranne Starkaðr, che riuscì a salvarsi. Il bambino fu allevato alla corte del Re Araldo insieme a Víkarr ("guerriero della baia"), il figlio del sovrano, di poco più grande di lui. Quando il re Herþjófr mosse guerra al Re Araldo e lo uccise impadronendosi del suo regno, Víkarr fu risparmiato e condotto via come ostaggio. A Starkaðr toccò una sorte simile, in quanto divenne il bottino di guerra di Grani (detto anche Hrosshárs-Grani), che viveva nell'isola di Fenhring, nella fattoria di Askøy: così Starkaðr, che fu catturato quando aveva solo tre anni, rimase fino a dodici anni a Fenhring con Hrosshárs-Grani.
Poiché Herþjófr era molto bellicoso, anche il suo regno era spesso oggetto di scorrerie; così fece erigere delle cataste di legno sulla cima delle montagne da incendiare nel caso di un'invasione nemica e Víkarr aveva il compito di stare a guardia di Fenhring insieme a tre soldati. Così, trovandosi vicino al luogo dove abitava il fratellastro, un giorno Víkarr decise di andarlo a trovare e vide che Starkaðr era già un ragazzino piuttosto robusto per avere dodici anni: aveva la barba e si dimostrava piuttosto indolente, tanto che amava trastullarsi accanto al fuoco. Dopo aver visto che Starkaðr era così in forze, Víkarr decise di armarlo e partirono con una nave.

### L'inizio dell'attività di guerriero
Dopo aver radunato dodici uomini, i due andarono in cerca del re Herþjófr per vendicarsi del torto subito nove anni prima e lo scontro fra di loro fu durissimo: il re aveva molti soldati ma le truppe di Víkarr erano meglio addestrate e più agguerrite. Alla fine della battaglia, il re morì con tutti i suoi seguaci mentre non vi fu nemmeno un caduto fra le schiere di Víkarr. Così il giovane si impadronì di tutte le navi del defunto re e si recò ad Agder, dove una volta vi era il regno di Araldo, insieme a tutti coloro che una volta erano stati amici del padre.
Dopo aver stabilito il proprio dominio, Víkarr compì tante imprese gloriose sempre con Starkaðr al suo fianco, e il giovane condottiero si distinse a tal punto che gli fu regalato un anello d'oro pesante 3 merkr. Starkaðr inoltre era così caro al re da essere öndvegismaðr, ovvero colui che alla tavola siede di fronte al re, il suo consigliere e infine il suo landvarnamaðr, e questo rapporto di amicizia era ricambiato dal condottiero, in quanto Víkarr ricevette da lui in dono l'isola di Tromøy, che molti anni prima Re Araldo aveva dato a Stórverkr.

### Il sacrificio di Víkarr
Dopo quindici anni in cui la situazione era rimasta tranquillamente la medesima, Re Víkarr fece vela da Agder verso nord, diretto a Hordaland insieme ad un grosso contingente di uomini. A causa del vento contrario, rimase per diverso tempo ancorato fra certe piccole isole e allora compirono un rito divinatorio per il vento favorevole. Il responso della divinazione fu che il dio Odino voleva che un soldato di quella truppa, estratto a sorte, fosse impiccato in suo onore. Tirarono quindi a sorte e risultò che fosse proprio Re Víkarr a dover essere sacrificato; dato il grande scalpore che fece tra gli uomini questa notizia, fu deciso che il giorno dopo i consiglieri si riunissero e deliberassero in materia.
All'incirca verso la mezzanotte, Hrosshárs-Grani svegliò Starkaðr e lo invitò ad andare con lui; presero un'imbarcazione e remarono fino ad un'isoletta interna. Poi salirono verso la foresta e, giunti nel bosco, trovarono una radura, dove si teneva un'assemblea. Sugli scranni sedevano undici uomini e il posto del dodicesimo era vuoto: Hrosshárs-Grani si sedette in quel posto vuoto e tutti gli altri diedero il benvenuto a Odino. Il dio disse che i giudici dovevano decidere il destino di Starkaðr.
- Odino rispose: «Questo io decido per lui: che egli debba vivere tre vite umane».
- Thor disse: «Egli compirà un'azione infame in ciascuna vita[9]».
- Odino rispose: «Questo io decido per lui: che abbia le migliori armi e i migliori abiti».
- Thor disse: «Questo io decido per lui: che egli non possieda mai né terre né tenute».
- Odino disse: «Io gli do il possesso di molti beni mobili».
- Thor rispose: «Questo io gli impongo: che non gli sembri mai di possedere abbastanza».
- Odino disse: «Io gli do vittoria e abilità in ogni competizione».
- Thor rispose: «Questo io gli impongo: che in ogni battaglia abbia inferte gravi ferite».
- Odino disse: «Io gli do la poesia così che egli componga versi con la stessa velocità con cui parla».
- Thor rispose: «Egli non ricorderà ciò che ha composto».
- Odino disse: «Questo io decido per lui: che egli parrà eccelso agli uomini eccellenti e migliori».
- Thor rispose: «Odioso egli parrà a tutta l'altra gente»»

(Gianna Chiesa Isnardi, I miti nordici, pagg 418-419)
Dopo questo dialogo, i giudici decisero che si sarebbe applicato a Starkaðr tutto ciò che era stato pronunciato e in seguito l'assemblea si concluse. Il giovane e Hrosshárs-Grani tornarono all'imbarcazione. Il vecchio, sotto le cui spoglie si celava Odino, chiese a Starkaðr una ricompensa per tutte le concessioni che gli aveva fatto; così facendo diede al giovane una lancia che aveva le sembianze di una canna e ritornarono insieme a tutti gli altri. Il mattino seguente il consiglio deliberò che il sacrificio del Re Víkarr dovesse essere solo simulato: poco distante infatti c'erano un abete e un tronco che sembravano adatti a questo scopo. Era ora di cena e quindi Starkaðr notò delle interiora di vitello che avrebbero formato un cappio poco insidioso per il re, e poi avrebbe dovuto trafiggerlo con la canna, in modo da simulare l'impiccagione di Odino.
Re Víkarr affrontò il suo destino e, una volta legato il cappio al collo, Starkaðr sciolse il ramo e lo trafisse con la canna che nel frattempo era diventata una vera e propria lancia, il tronco cadde dai piedi del Re levandogli ogni tipo di appoggio, e gli intestini del vitello si trasformarono in un robusto vimini, mentre il ramò si innalzò sollevando fra le foglie dell'abete il re, che morì di lì a poco. A causa di questa morte, quel luogo si chiama Víkarshólmar ("Isolotti di Vikarr").

### Le avventure in terre lontane

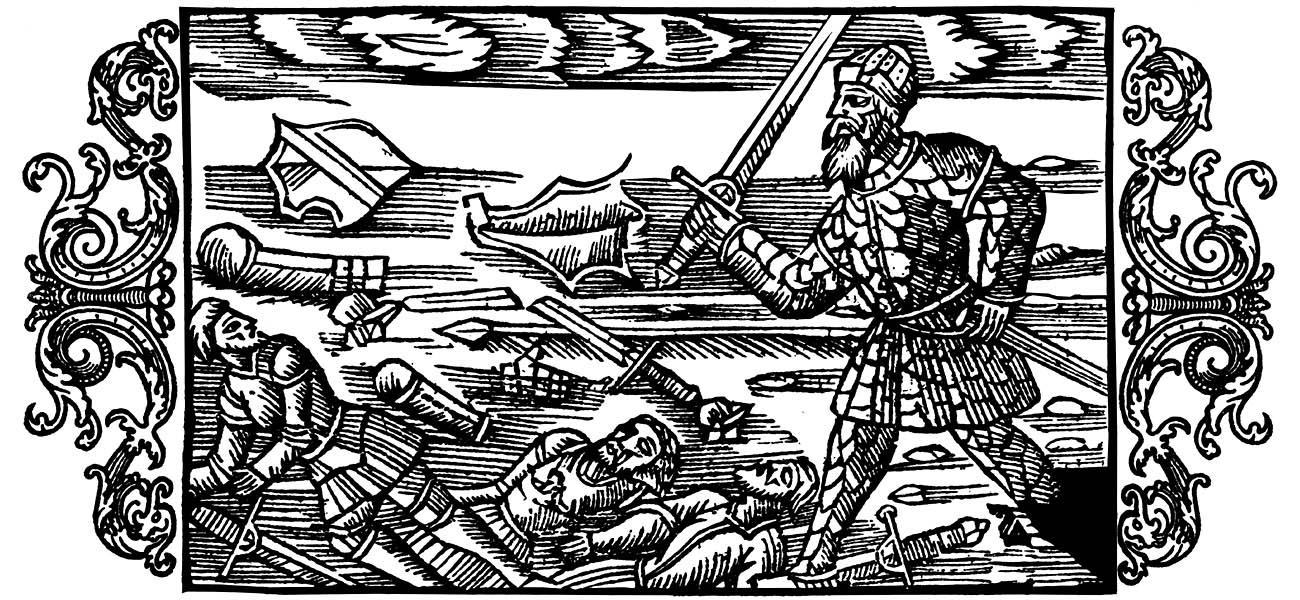
Starkaðr in un campo di battaglia, dopo aver mutilato, ferito e ucciso gli avversari.

Per aver quindi ucciso il Re, Starkaðr fu disprezzato da tutti gli astanti e dovette fuggire da Hordaland. Così andò via dalla Norvegia e pare che non vi tornò mai più; si recò invece in Svezia, rimanendo a lungo a Uppsala con i sovrani Alrekr ("totalmente potente") ed Eiríkr ("potente da solo") e partecipò alle loro scorribande.
Starkaðr, tuttavia, non era molto amato fra quella gente: infatti era accusato essere un infame e un gigante reincarnato, poiché sul corpo del giovane stesso erano ancora visibili i segni lasciati dalle ferite che gli aveva provocato Thor quando, per ridurlo ad aspetto umano, gli aveva strappato le braccia in più con le quali era nato, e il cui numero era un segno della parentela con i giganti. Una volta Alrekr ed Erik rimasero in patria mentre Starkaðr partì con una nave che Re Erik gli aveva dato e il cui equipaggio era composto da danesi e norvegesi. Con quella nave egli girò per il mondo e ingaggiò battaglie e duelli, sempre vincendo.
In seguito Starkaðr combatté al fianco del re vichingo Haki ("uncino" ?), che aveva attaccato il re svedese Hugleikr ("coraggioso nell'animo"), nipote di Alrekr, che non era un guerriero ma preferiva rimanere a casa: nella sua corte infatti aveva ogni genere di buffoni, arpisti, violinisti e suonatori in generale, insieme a maghi ed esperti in quest'arte.
Per Hugleikr si batterono Svipdagr (un omonimo al protagonista dello Svipdagsmál) e Geigaðr, due valorosissimi guerrieri che furono sopraffatti dagli uomini di Haki. In quella battaglia Geigaðr inferse a Starkaðr una ferita al capo dalla quale non guarì mai. Così Re Haki sottomise i territori di Hugleikr e si proclamò sovrano degli Svedesi e rimase con quella carica per tre anni, mentre i suoi guerrieri ne approfittarono per arricchirsi con le scorrerie.
In seguito Starkaðr ebbe altre avventure: ottenne innanzitutto molte vittorie, sconfiggendo ad esempio il brigante russo Vísinn, un essere malvagio e con la fama di possedere abilità magiche. La sua capacità era quella di far perdere l'affilatura alle armi semplicemente con lo sguardo e, unendo questa sua capacità alla sua malvagità, compiva scelleratezze inaudite. Incuriosito dalle notizie che viaggiavano sul suo conto, Starkaðr decise di dirigersi in Russia per fronteggiarlo: lo sfidò senza indugio e lo sconfisse, neutralizzando la sua capacità magica con l'astuto espediente di ricoprire la sua spada con un sottile strato di pelle.
In seguito Starkaðr si diresse verso Bisanzio e lì sconfisse un gigante invincibile di nome Tanna (la cui etimologia è legata a tönn "dente", "zanna"), costringendolo all'esilio. Infine si addentrò in territori polacchi e sconfisse un guerriero in duello.

### Alla corte di Fróði
Dopo tutte queste imprese, Starkaðr naufragò sulle coste danesi e in questo frangente perse tutti i suoi compagni. Giunse così da solo alla corte del re Fróði e fu accolto con grande onore. Per il re, Starkaðr affrontò in duello un guerriero sassone, il quale, vedendo come il suo avversario fosse avanti negli anni, lo sfidò in una gara di lotta che non facesse ricorso alle armi: dapprima riuscì a mettere in difficoltà Starkaðr facendogli perdere l'equilibrio, ma in seguito l'eroe riuscì a prendere la spada e a fendere in due il nemico. Per questa vittoria ottenne, come ricompensa, un vasto territorio e sessanta schiavi.
Il Re Fróði fu tradito e ucciso da un sovrano tedesco. Gli successe il figlio Ingjaldr ("Re potente"), figlioccio di Starkaðr. Questo, anziché essere un valoroso guerriero alla pari del padre, mostrò subito un'indole lasciva e atta al vizio: amava le raffinatezze e il lusso, trascurando i doveri di un sovrano, e non si preoccupava minimamente di vendicare il padre.

### Il salvataggio di Helga
Amareggiato dal comportamento di Ingjaldr, Starkaðr decise di lasciare la corte e giunse presso un re svedese di nome Halfdán ("Semi-danese"). Presso di questo vi era un fabbro di bassa condizione sociale che aveva messo gli occhi su Helga, figlia del defunto Re Fróði e sorella di Ingjaldr, inducendola con regali e adulazione a ricambiare il suo amore. Questa fanciulla, dopo la morte del padre, era rimasta abbandonata e non c'era nessuno che si occupasse di lei. Quando Starkaðr venne a sapere della condizione di questa ragazza secondo quanto riportato dai viandanti, decise che non si poteva permettere di lasciare impunita una simile arroganza e per questo motivo ritornò in Danimarca, entrò nella casa del fabbro e, col cappello calato sul volto per celare la propria identità, prese posto vicino all'uscio. Il padrone di casa lo trattò malamente intimandogli di andarsene se voleva che gli fosse dato qualche avanzo come cena e Starkaðr, benché desideroso di sfogare la sua collera, si trattenne e decise di aspettare il momento propizio.
Il fabbro si avvicinò alla ragazza con atteggiamento lussurioso e cercò di indurla a concedersi a lui; Helga, tuttavia, avvertendo la presenza di quel vecchio che una volta aveva conosciuto, si vergognava e gli intimò di cessare tale lascivia. In quell'istante, Starkaðr non poté trattenere ulteriormente l'ira e, dopo aver gettato il travestimento, si scagliò sull'uomo, dopo aver impugnato la spada. Il fabbro, non avvezzo al combattimento, cercò di darsi alla fuga ma Starkaðr riuscì ugualmente a ferirlo assestandogli un colpo in mezzo alle natiche; tuttavia, anziché finirlo, preferì recitare dei versi di scherno. In seguito a questo episodio, Helga divenne una più saggia custode di se stessa.

### La sfida di Angantýr e dei suoi fratelli

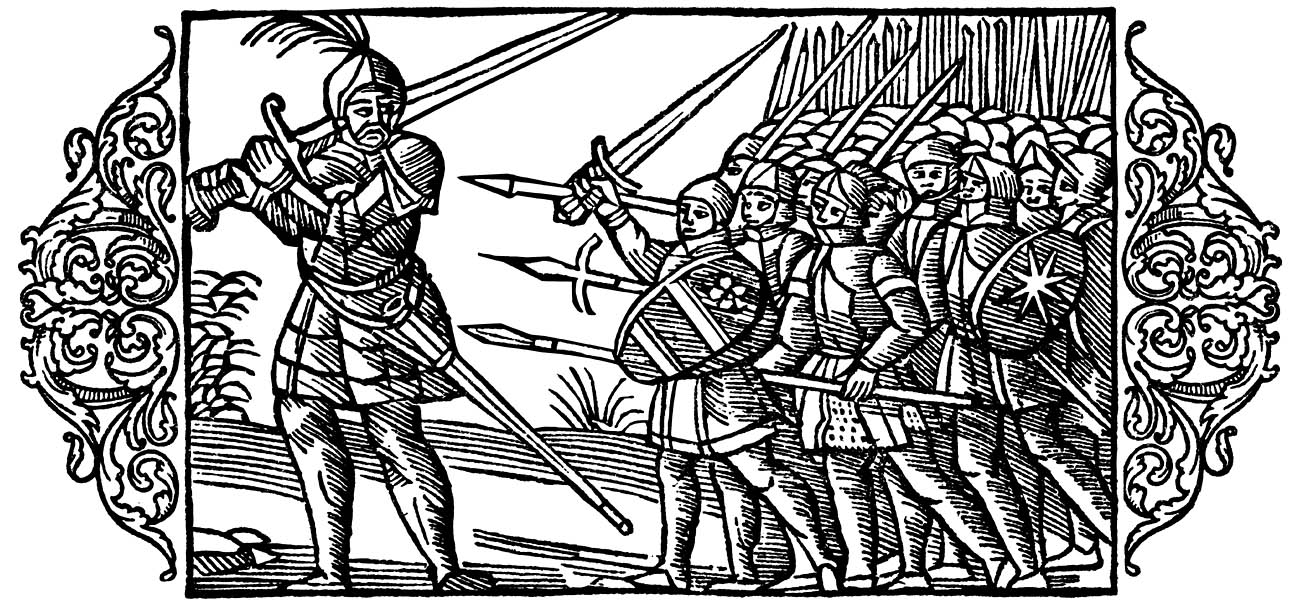
Starkaðr in aiuto di Helgi.

Dopo questa "avventura", Starkaðr tornò nuovamente in Svezia. Helga, la sorella di Ingjaldr, venne chiesta in sposa dal re norvegese Helgi, che si recò, apposta per questo scopo, in Danimarca con una nave adornata con grande fasto. Ingjaldr gli promise che avrebbe avuto la sorella in sposa solamente se avesse avuto il coraggio di affrontare in battaglia i campioni che gli fossero stati opposti. Helgi acconsentì e fu stipulato quindi il contratto per le nozze. Il pretendente fu quindi sfidato da un guerriero di nome Angantýr ("Dio adirato") e dai suoi fratelli. Anche questo guerriero aspirava alla mano della ragazza e, essendosi visto superare da Helgi, lo aveva sfidato a duello. Venne quindi fissata la data dello scontro, dato che Helgi aveva accettato, anche se non avrebbe potuto realmente rifiutare il combattimento senza disonorarsi; tuttavia era comunque molto spaventato dall'idea di combattere contro quell'avversario, anche perché non era stato formalmente specificato contro quante persone si sarebbe dovuto battere. Per questo, su consiglio della promessa sposa Helga, si rivolse a Starkaðr per ottenere il suo aiuto e, per questo motivo, si recò in Svezia da lui. Starkaðr fu all'inizio semplicemente invitato a partecipare alla festa nuziale e il guerriero rifiutò, ma non appena seppe il vero motivo per cui Helgi si era recato da lui non esitò ad accettare.
Helgi ritornò quindi in Danimarca seguito da Starkaðr, che era partito alcuni giorni dopo ma era così elettrizzato dall'idea dello scontro che era riuscito a percorrere in un giorno la distanza che altri avevano fatto in dodici, giungendo così contemporaneamente a Helgi. Non appena egli entrò nella sala di Ingjaldr, Angantýr e i fratelli non lo accolsero con onore, ma con insulti e gesti di disprezzo.
In seguito fu celebrato il matrimonio fra Helgi ed Helga e, non appena i due sposi raggiunsero la camera nuziale, Starkaðr si assunse il compito di stare di guardia, sbarrando addirittura l'ingresso con una spada al posto di una trave. Il duello era programmato per il giorno seguente. Helgi si svegliò troppo presto e si rimise a dormire; Starkaðr, alle prime luci dell'alba, entrò nella stanza e vide il re che dormiva ancora, e decise allora di affrontare gli avversari da solo. Per questo motivo, uscì senza farsi sentire e si recò su un pianoro; in seguito si sedette sotto un pendio di una montagna e rimase così, esponendo il proprio corpo al vento e alla neve. Come se non fosse altro che una lieve brezza, si tolse la tunica e cominciò a cacciare le pulci; in seguito si tolse anche il mantello di porpora che aveva avuto recentemente in dono da Helga, gettandolo sopra un rovo perché non si pensasse che lo aveva usato come riparo dalla grandine.
Arrivarono quindi i nove fratelli, avvicinandosi alla montagna da una direzione differente, si cercarono un posto al riparo dal vento e accesero un fuoco per vincere il freddo. Non videro Starkaðr, perciò mandarono un uomo in ricognizione sulla vetta della montagna. Questi, non appena arrivò, vide il vecchio seduto sul pendio e ricoperto di neve fino alle spalle. Quando gli chiese se fosse lui il guerriero che avrebbe dovuto affrontarli, questi rispose affermativamente e così l'altro andò a chiamare i fratelli. Quando arrivarono, gli domandarono se per caso volesse affrontarli uno per volta o tutti insieme: Starkaðr decise di combatterli tutti contemporaneamente e non appena lo scontro iniziò ne uccise sei senza aver subito una minima ferita. Gli altri tre fratelli, invece, gli provocarono 17 ferite così profonde che gran parte delle interiora gli uscì fuori dall'addome; nonostante questo, riuscì a vincere anche i 3 fratelli.
Poi, ferito molto gravemente, debole e assetato, si trascinò vicino ad un ruscello poco distante, ma non bevve poiché l'acqua era contaminata dal sangue di Angantýr che era caduto nella corrente. Starkaðr, allo stremo delle forze, si appoggiò ad una roccia e il segno lasciato dal suo corpo è, secondo le leggende, visibile ancora oggi. Mentre l'eroe ferito giaceva in quel luogo passarono diverse persone che si offrirono di aiutarlo, ma lui rifiutò per vari motivi: il primo passante era un amministratore e viveva rovinando economicamente i meno abbienti, il secondo aveva preso in moglie una serva e stava lavorando dal padrone di lei per riscattarla, la terza era una donna che sarebbe dovuta stare a casa a prendersi cura della figlia.
Arrivò, infine, un giovane che guidava un carro. Quando Starkaðr gli chiese chi fosse, disse di essere il figlio di un contadino: questa volta il moribondo accettò l'aiuto di questo e lo ricompensò con il mantello di porpora che aveva gettato in precedenza sul rovo. Il giovane, così, gli fasciò tutte le ferite e lo trasportò sul proprio carro fino al palazzo del re. Starkaðr andò nella camera nuziale di Helgi facendovi irruzione. Ma Helgi, avvertito dalla moglie che il vecchio guerriero avrebbe voluto una degna ricompensa per quell'impresa, non ebbe ritegno per le ferite di chi lo aveva aiutato e, impugnata la spada, vibrò un fendente su di lui. Quando provò a ripetere il colpo, la moglie Helga lo parò con lo scudo, in modo da salvare il vecchio e da avvisare il marito. Starkaðr non s'incollerì con Helgi, ma anzi apprezzò il suo gesto, ritenendolo forte espressione di valore.

### Presso la corte di Ingjaldr

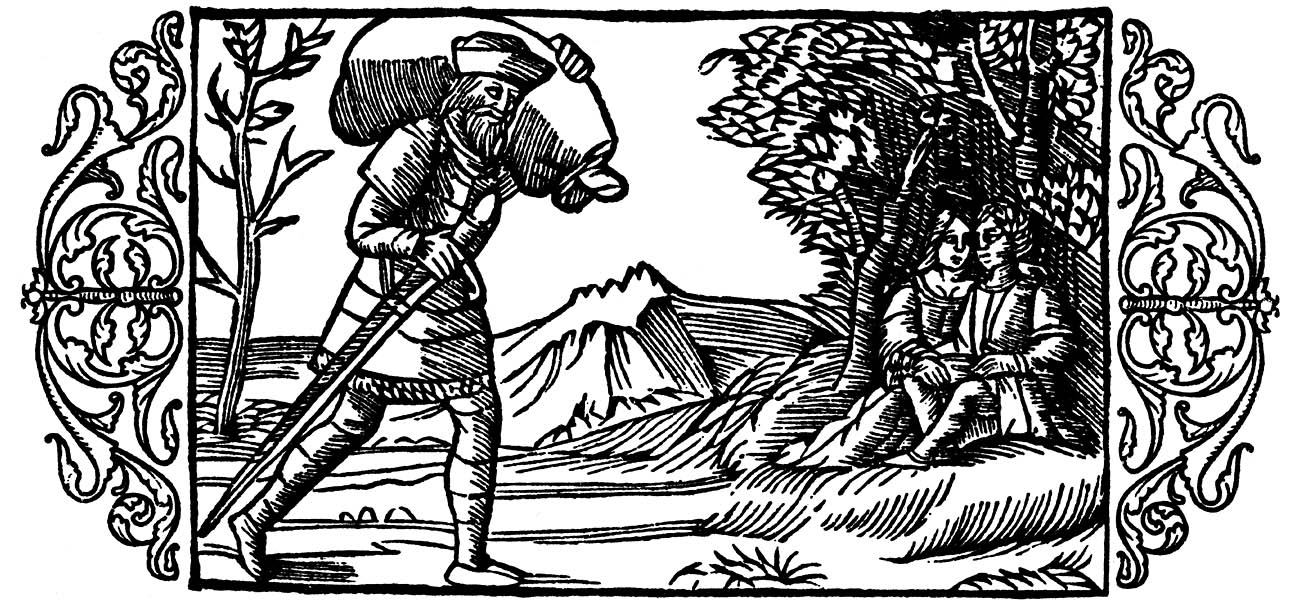
Starkaðr mentre si reca da Ingjaldr con sulle spalle un sacco di carbone.

Dopo questa impresa, Starkaðr tornò nuovamente in Svezia, ma si trattenne poco in quanto partì quasi immediatamente per una nuova avventura: gli erano giunte voci, infatti, che Ingjaldr, il figlio di Fróði, anziché punire gli assassini del padre aveva stretto patti di amicizia con loro. Starkaðr si recò dunque alla corte del re travestito e con un grosso sacco di carbone sulla schiena. Quando i passanti gli chiedevano a cosa servisse ciò che trasportava, egli rispondeva che con quei carboni avrebbe forgiato una lama tanto acuminata da tagliare in due l'ottuso Ingjaldr. Giunto alla reggia del re, ricevette la dovuta ospitalità andando a sedersi insieme agli anziani. Ma la regina, figlia dell'uomo che aveva ucciso Fróði, lo trattò con disprezzo, intimandogli di lasciare la reggia, a causa degli abiti che portava. Sebbene provasse dolore per quel trattamento, il vecchio ubbidì e si alzò per allontanarsi: benché frenasse la propria colera, uscendo andò ad urtare contro una delle pareti del palazzo e le fece tremare a tal punto che esso cadde quasi in rovina.
Quando Ingjaldr tornò dalla battuta di caccia, venne a sapere com'era stato trattato l'uomo a cui era stata affidata la sua educazione tanti anni prima e rimproverò la regina, che da quel momento prese a trattarlo con la più servile adulazione. Nonostante questo cambiamento nel trattamento ricevuto, Starkaðr, disgustato dal lusso della corte, dall'eccessiva cura che si aveva nei confronti del cibo e dalla dissolutezza e corruzione in cui si era trasformata la moderazione di un tempo, non nascondeva il suo fastidio. La regina, credendo di riuscire a scacciare la collera con doni, gli offrì una coroncina e gliela pose sul grembo durante la cena; Starkaðr considerò questo gesto un'offesa piuttosto che un omaggio e reagì male, scagliandogliela in faccia. Infine, non sopportando i suoi tentativi di cattivarsi l'approvazione e non potendo più trattenersi, sfogò tutta la sua indignazione recitando versi di rimprovero e incitando Ingjaldr a vendicarsi di suo padre.
In seguito si narra che Starkaðr abbia combattuto di fianco ad un re di nome Rögnvaldr ("potente [come gli] dèi") nella battaglia in Sjælland: questa battaglia fu importante perché per la prima volta si diede alla fuga.
In seguito divenne guerriero del re vichingo Haki, ma lo abbandonò quando questi, con l'intenzione di vendicare il fratello Hagbarðr, si scagliò contro Re Sigarr suo uccisore; Starkaðr, infatti, un tempo aveva ricevuto ospitalità da quest'ultimo.

### La battaglia del Brávellir

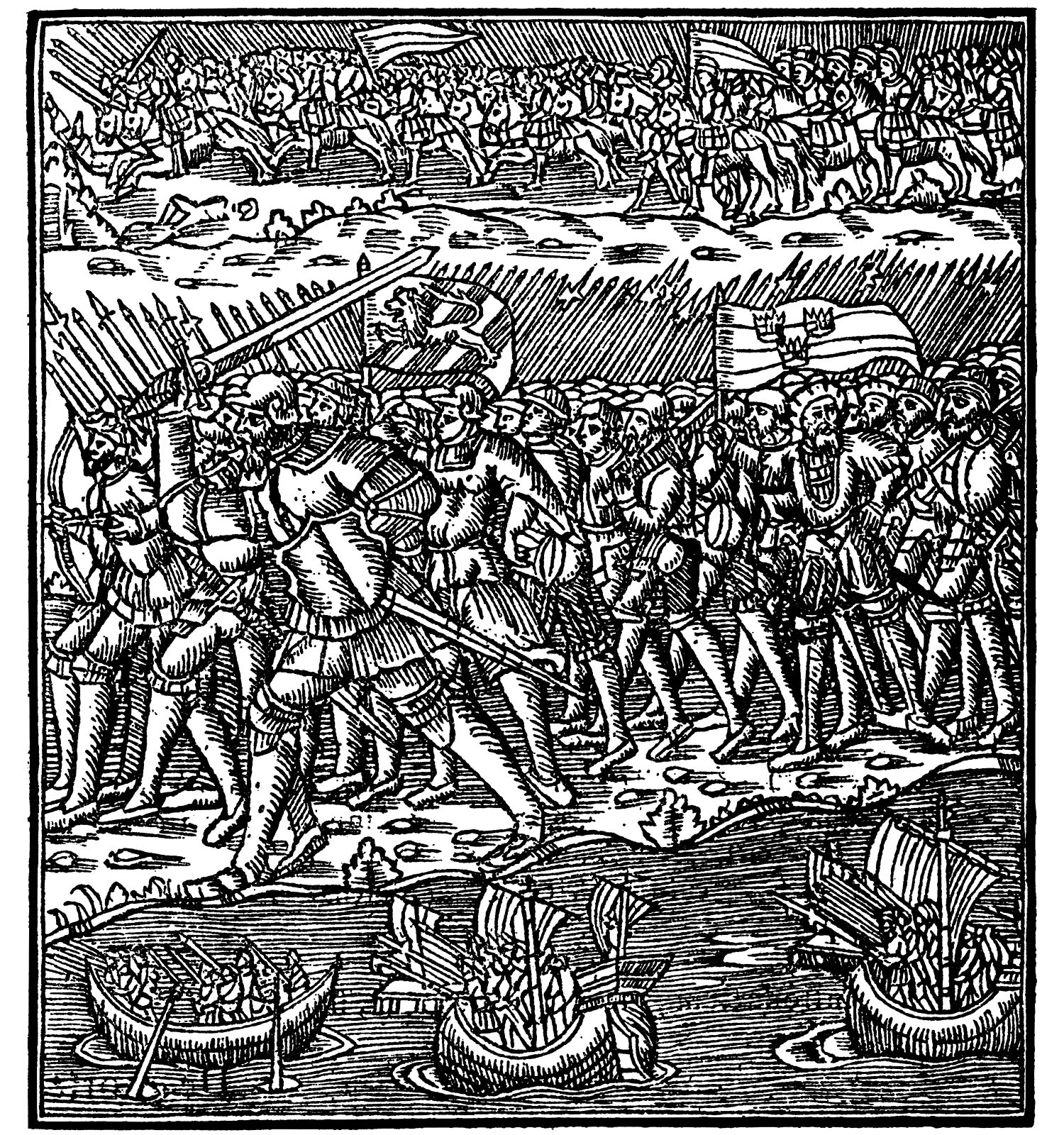
Starkaðr a capo dei guerrieri norvegesi contro quelli danesi nella Battaglia del Brávellir.

Infine, Starkaðr è ricordato come condottiero del re norvegese Áli il Prode, alleato di Sigurðr Hringr. È noto che questi combatté contro Araldo Dente di battaglia nella famosa Battaglia del Brávellir ("campi luminosi"), alla quale parteciparono moltissimi fra i più celebri re e campioni norreni e per la quale i due eserciti si prepararono per un periodo di sette anni. Starkaðr era nell'esercito di Sigurðr Hringr: incitato da questi, l'eroe norreno combatté audacemente, venendo anche gravemente ferito. Si narra che una skjaldmö di nome Vébjörg ("protettrice del luogo sacro") gli avesse inferto un colpo al mento così che esso penzolasse; Starkaðr allora lo sorresse stringendo la barba fra i denti. Starkaðr, in quella battaglia, uccise molti guerrieri danesi, poi incontrò la donna guerriera Visina ("saggia") che portava lo stendardo, alla quale mozzò la mano.
In seguito, l'eroe affrontò altri guerrieri e li uccise tutti, tuttavia non senza aver ricevuto molte ferite gravi: una al collo, tanto profonda che vi si poteva vedere attraverso; una al petto, sicché i polmoni fuoriuscivano; inoltre un dito della mano destra era stato amputato. Alla fine, l'esercito di Sigurðr Hringr ebbe la meglio sui danesi e in seguito il sovrano si incontrò con i Gjúkungar ("i discendenti di Gjúki"); fu in questo frangente che Starkaðr ebbe modo di affrontare Sigurðr, l'uccisore di Fáfnir, che gli assestò un colpo con l'impugnatura della spada così forte da fargli perdere due denti e costringerlo alla fuga.

### L'omicidio di Áli
Contro il Re Áli il Prode Starkaðr compì l'ultimo dei suoi crimini: infatti, poiché il sovrano si era distinto per crudeltà e tirannia, dodici capi danesi complottarono alle sue spalle e corruppero l'eroe perché si unisse a loro. Per questo Starkaðr ricevette circa 120 marchi d'argento
Starkaðr decise di compiere quel delitto mentre il re stava facendo il bagno: dapprima fu gelato dallo sguardo del re, che lo impaurì e lo trattenne, il re, allora, non sospettando alcunché a causa dell'amicizia di lunga data che li legava, lo invitò ad avvicinarsi. Starkaðr avanzò con la lama sguainata e la affondò nella gola del re mentre questi cercava di alzarsi. Áli morì ridendo, poiché disse di aver compreso chi era il vero mandante di quel delitto. Starkaðr, dopo aver commesso quell'omicidio, fu assalito dal rimorso e dalla vergogna e pianse per il dolore di quello che aveva fatto. Allora si volle vendicare di coloro che l'avevano spinto a tale gesto e ne uccise diversi.

### La morte

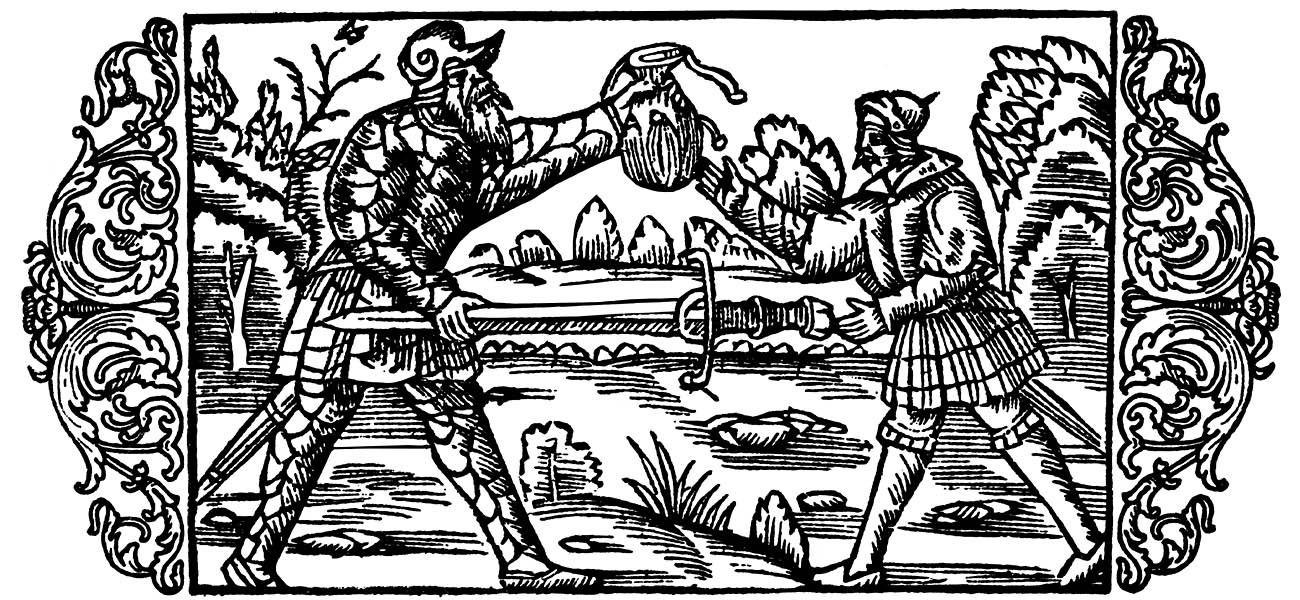
Starkaðr convince Höðr a ucciderlo, ricordandogli di come una volta avesse ucciso il padre di questo e porgendogli la spada e dell'oro.

Starkaðr aveva ormai passato una vita troppo lunga e così, ritiratosi dai combattimento e dalle campagne militari, decise di andare incontro volontariamente alla fine volontaria, affrettando quindi la morte. Non voleva, tuttavia, morire per una causa diversa dalla spada, altrimenti il suo onore di guerriero ne avrebbe decisamente risentito, e solo con una fine gloriosa le sue imprese avrebbero brillato maggiormente. Desideroso a tal punto di morire, cominciò a girare con al collo l'oro che gli era stato dato per l'uccisione di Áli: in questo modo avrebbe potuto pagare un uccisore, ritenendo che la compensa per la sua morte dovesse essere la medesima che egli aveva avuto per l'omicidio del sovrano.
L'uccisore di Starkaðr fu Höðr, figlio di uno di quelli che l'avevano spinto al delitto di Áli e che quindi aveva in seguito ucciso. Avvenne infatti che, mentre Starkaðr colpiva con una delle due spade che portava con sé un contadino che aveva osato chiederla in dono, Höðr lo vide. Egli volle dapprima intimorire il vecchio, ma quando vide che quello voleva ripagare il loro affronto con la morte, gli si avvicinò e lo riconobbe. Allora Starkaðr gli offrì l'oro e allo stesso tempo la possibilità di vendicare il padre. Prima di morire Starkaðr recitò dei versi nei quali lasciava memoria dei suoi sentimenti e delle sue imprese.
Così Höðr accetto e diede un colpo sulla nuca a Starkaðr con la stessa spada che questi gli aveva dato. È ricordato che quando la testa dell'eroe fu mozzata e cadde a terra, morse furiosamente l'erba. In seguito Höðr lo fece seppellire nella piana vicina, non volendo che un eroe così glorioso rimanesse insepolto.